# Cavinti
Cavinti è una municipalità di quarta classe delle Filippine, situata nella Provincia di Laguna, nella Regione del Calabarzon.
Cavinti è formata da 19 baranggay:
- Anglas
- Bangco
- Bukal
- Bulajo
- Cansuso
- Duhat
- Inao-Awan
- Kanluran Talaongan
- Labayo
- Layasin
- Layug
- Mahipon
- Paowin
- Poblacion
- Silangan Talaongan
- Sisilmin
- Sumucab
- Tibatib
- Udia